# Porto Novo (Concelho)
Porto Novo (Portugiesisch für Neuer Hafen) ist der flächenmäßig größte Distrikt (concelho) der Insel Santo Antão im Nordwesten von Kap Verde. 
Porto Novo liegt südlich von Ribeira Grande und südwestlich von Paul.
Der Distrikt umfasst 72 % der Landfläche der Insel und beherbergt 41 % der Einwohner. Er ist der zweitgrößte Distrikt flächenmäßig und hat die siebtgrößte Population in Kap Verde. Der höchste Punkt der Insel ist der Topo da Coroa mit 1.979 m über dem Meer.

## Orte
- Porto Novo (Kap Verde) - In Porto Novo gibt es Primarschulen, einige Realschulen, ein Gymnasium, Kirchen, einen Hafen und einige Plätze (praças)
- Tarrafal de Monte Trigo

## Einwohner
| Jahr | Einwohner | Bevölkerungsdichte |
| ---- | --------- | ------------------ |
| 1990 | 4.867     | -                  |
| 2000 | 5.532     | 362 / km²          |
| 2003 | 5.900     | -                  |
| 2005 | 5.580     | 377 / km²          |

## Geschichte
1971 wurde der alte Distrikt Santo Antão aufgeteilt in die 3 Distrikte: Ribeira Grande, Paul und Porto Novo.

## Politik
Bis 2012 war das Movement for Democracy die stärkste Partei, dann übernahm die PAICV die Macht und ist heute die regierende Partei mit 10 Sitzen.

## Partnerschaften
- Estarreja, Portugal